# Get It
"Get It" é uma canção gravada pelo cantor e compositor estadunidense Stevie Wonder que conta com a participação vocal do artista pop estadunidense Michael Jackson. Lançada como terceiro single de seu vigésimo álbum de estúdio Characters. A canção foi composta e produzida pelo seu interprete principal.

## Faixas e formatos
| Lado A |                                |         |  |
| N.º    | Título                         | Duração |  |
| 1.     | "Get It" (com Michael Jackson) | 6:44    |  |

| Lado B |                         |         |  |
| N.º    | Título                  | Duração |  |
| 1.     | "Get It" (Instrumental) | 6:47    |  |

## Desempenho nas paradas
| Paradas (1988)                                | Melhor Posição |
| --------------------------------------------- | -------------- |
| Bélgica (Ultratop 50 de Flandres)             | 15             |
| Estados Unidos (Billboard Hot 100)            | 80             |
| Estados Unidos (Billboard R&B/Hip-Hop Songs)  | 4              |
| Estados Unidos (Billboard Adult Contemporary) | 11             |
| França (SNEP)                                 | 49             |
| Países Baixos (Single Top 100)                | 24             |
| Reino Unido (UK Albums Chart)                 | 37             |